# 伊瓦諾維奇 (切爾尼亞希夫區)
50°29′12″N 28°23′25″E / 50.48667°N 28.39028°E
伊瓦諾維奇（烏克蘭語：Івановичі）是烏克蘭北部的村莊，隸屬日托米爾州的日托米爾區。該村始建於1639年，面積1.1平方公里，海拔高度224米，2001年人口240，人口密度每平方公里218.18人。